# W pustyni i w puszczy (serial telewizyjny 2001)
W pustyni i w puszczy – polski miniserial telewizyjny  w reżyserii Gavina Hooda, wyprodukowany w roku 2001. Jest ekranizacją powieści Henryka Sienkiewicza o tym samym tytule.
Serial kręcono równocześnie z kinowym filmem "W pustyni i w puszczy" z 2001 roku.

## Fabuła
Afryka, rok 1885 - trwa powstanie Mahdiego w Sudanie. Dwoje dzieci; Staś Tarkowski i Nel Rawlison, bawiąc się beztrosko nad brzegiem morza, rozkoszują się błogą atmosferą nadchodzących świąt Bożego Narodzenia. Wkrótce ich życie diametralnie się zmieni, zostają porwani przez wojowników Mahdiego. Pod nieobecność ojców zostają podstępem sprowadzeni na pustynne pustkowie, do El-Gharak, gdzie dochodzi do porwania. Stąd mają zostać przewiezieni do obozu Mahdiego. Niedługo potem ojciec Stasia, inżynier Tarkowski, odkrywa, że dzieci zostały porwane i natychmiast rusza w pościg, ale nadciągająca burza piaskowa udaremnia poszukiwania. Dzieci pozostawione na pastwę porywaczy, poznają prawdziwe i okrutne życie na pustyni.
Po uciążliwej podróży przez pustynię, gdy nadarza się okazja, Staś zabija porywaczy. Wraz z Nel oraz dwójką afrykańskich nastolatków; Kalim i Meą, zagubieni w sercu afrykańskiej dżungli, starają się odnaleźć drogę do domu. W trakcie tej wędrówki przeżywają wiele ciekawych i niebezpiecznych przygód oraz poznają piękną przyrodę Afryki.

## Obsada
- Adam Fidusiewicz – Staś Tarkowski
- Karolina Sawka – Nel Rawlison
- Krzysztof Kowalewski – Grek Kaliopuli
- Artur Żmijewski – Tarkowski, ojciec Stasia
- Andrzej Strzelecki – Rawlison, ojciec Nel
- Mzwandile Ngubeni – Kali
- Lungile Shongwe – Mea
- Konrad Imiela – Chamis
- Agnieszka Pilaszewska – pani Olivier, nauczycielka Nel
- Krzysztof Kolberger – Linde
- Przemysław Sadowski – major
- Lotfi Dziri – Gebhr
- Ahmed Hafiane – Idrys
- Hichem Rostom – Mahdi

## Obsada dubbingu
- Janusz Rafał Nowicki – Smain
- Olgierd Łukaszewicz – Mahdi
- Adam Ferency – Gebhr, podwładny Smaina porywający Stasia i Nel
- Jacek Rozenek
- Janusz Bukowski
- Daria Trafankowska – Dinah, służąca Tarkowskiego
- Jacek Mikołajczak – gwary
- Cezary Nowak – gwary
- Ryszard Jabłoński – gwary
- Włodzimierz Bednarski – gwary
- Marek Włodarczyk – gwary
- Jacek Czyż – gwary
- Andrzej Chudy – gwary

i inni